# فاندا لازوردية
فاندا لازوردية (الاسم العلمي:Vanda coerulea) هي نوع من النباتات تتبع جنس الفاندا من الفصيلة السحلبية.